# Dariusz Baranowski
Dariusz Baranowski (ur. 22 czerwca 1972 w Wałbrzychu) – polski kolarz szosowy, trzykrotny zwycięzca Tour de Pologne, olimpijczyk.
Dariusz Baranowski rozpoczął przygodę z kolarstwem w 1986 w Górniku Wałbrzych pod okiem trenerów: Jarosława Nowickiego i Marka Henczki. W 1990 w Cleveland wywalczył brązowy medal mistrzostw świata juniorów w wyścigu drużynowym na czas (w drużynie wraz z Dariuszem Baranowskim jechali Grzegorz Rosoliński, Artur Krzeszowiec i Bernard Wierzbiński). W Wyścigu Pokoju w 1991 i 1995 zajmował 2. miejsce w klasyfikacji generalnej. W 1991 wygrał etap jazdy indywidualnej na czas z Polanicy-Zdroju do Zieleńca. Startując w barwach klubów amatorskich, wygrywał trzy razy Tour de Pologne (w 1991, 1992 i 1993). W 1992 reprezentował Polskę na igrzyskach olimpijskich w Barcelonie. Wraz z Markiem Leśniewskim, Andrzejem Sypytkowskim i Grzegorzem Piwowarskim zajął 6. miejsce w wyścigu drużynowym na czas (100 km). W 1993 tytuły wojskowego mistrza i wicemistrza Europy zdobył, reprezentując barwy Legii Warszawa. 
W 1996 reprezentował Polskę na igrzyskach olimpijskich w Atlancie, zajmując 9. miejsce w jeździe indywidualnej na czas. 
Także w 1996, jako jeden z najlepszych polskich kolarzy, został kolarzem zawodowym, podpisując kontrakt z amerykańską drużyną US Postal Service. Ukończył 11 wielkich tourów. Dwukrotnie zajmował w nich 12. miejsce – w Tour de France 1998 i Giro d’Italia 2003. Zdobywał 9-krotnie tytuł mistrza Polski w różnych konkurencjach kolarskich.
W peletonie kolarskim nosił przydomek „Ryba”. Po sezonie 2012 zakończył karierę kolarską. 
Obecnie jest ekspertem kolarskim, wraz z Tomaszem Jarońskim komentuje wyścigi na antenie Eurosportu.
Rada Miasta Głowna w swej uchwale z 27 października 2004 nadała mu tytuł Zasłużony Obywatel Miasta Głowna. W mieście tym mieszka od 1994. Ożenił się z głownianką Agnieszką z domu Kosiorek, z którą ma syna Alana, urodzonego w 1997 roku.
3 kwietnia 2016 roku podczas V Gali Ambasadorów Wałbrzycha w Zamku Książ, Dariusz Baranowski otrzymał tytuł Ambasador Wałbrzycha.

## Kluby i grupy zawodowe
- 1986–1991: Górnik Wałbrzych
- 1992: Sonia - Górnik
- 1993: Pekaes Lang Rover Legia
- 1994–1995: Victoria Rybnik
- 1996–1998: US Postal Service
- 1999–2002: Banesto (2001–2002 jako iBanesto.com)
- 2003: CCC Polsat
- 2004–2005: Liberty Seguros (2005 jako Liberty Seguros-Würth Team)
- 2006: Astana Pro Team
- 2008-2009: DHL - Author
- 2010: Romet Weltour Dębica
- 2011–2012: BDC Team (2012 jako BDC – Marcpol Team)